# العلاقات الكازاخستانية النيوزيلندية
العلاقات الكازاخستانية النيوزيلندية هي العلاقات الثنائية التي تجمع بين كازاخستان ونيوزيلندا.

## مقارنة بين البلدين
هذه مقارنة عامة ومرجعية للدولتين:
| وجه المقارنة                                              | كازاخستان                      | نيوزيلندا                                              |
| --------------------------------------------------------- | ------------------------------ | ------------------------------------------------------ |
| المساحة (كم2)                                             | 2.72 مليون                     | 268.02 ألف                                             |
| عدد السكان (نسمة)                                         | 17.95 مليون                    | 4.24 مليون                                             |
| الكثافة السكانية (ن./كم²)                                 | 6.6                            | 15.82                                                  |
| العاصمة                                                   | نور سلطان                      | ويلينغتون، أوكلاند                                     |
| اللغة الرسمية                                             | اللغة القازاقية، اللغة الروسية | لغة إنجليزية، اللغة الماورية، لغة الإشارة النيوزيلندية |
| العملة                                                    | تينغ كازاخستاني                | دولار نيوزيلندي، الجنيه النيوزيلندي                    |
| الناتج المحلي الإجمالي (بليون دولار)                      | 159.41 مليار                   | 205.85 مليار                                           |
| الناتج المحلي الإجمالي (تعادل القوة الشرائية) بليون دولار | 439.39 مليار                   |                                                        |
| الناتج المحلي الإجمالي الاسمي للفرد دولار أمريكي          | 10.51 ألف                      |                                                        |
| الناتج المحلي الإجمالي للفرد دولار أمريكي                 | 24.23 ألف                      |                                                        |
| مؤشر التنمية البشرية                                      | 0.788                          | 0.914                                                  |
| رمز المكالمات الدولي                                      | +7                             | +64                                                    |
| رمز الإنترنت                                              | .kz، .қаз ‏                     | .nz                                                    |
| المنطقة الزمنية                                           | ت ع م+05:00، ت ع م+06:00       | ت ع م+13:00، ت ع م+12:00                               |

## منظمات دولية مشتركة
يشترك البلدان في عضوية مجموعة من المنظمات الدولية، منها:
| علم المنظمة | اسم المنظمة                               | تاريخ انضمام كازاخستان | تاريخ انضمام نيوزيلندا |
| ----------- | ----------------------------------------- | ---------------------- | ---------------------- |
|             | الاتحاد البريدي العالمي                   | ?                      | ?                      |
|             | بنك التنمية الآسيوي                       | 1994                   | 1966                   |
|             | يونسكو                                    | 22 مايو 1992           | 4 نوفمبر 1946          |
|             | البنك الدولي للإنشاء والتعمير             | 23 يوليو 1992          | 31 أغسطس 1961          |
|             | وكالة ضمان الاستثمار متعدد الأطراف        | 12 أغسطس 1993          | 22 أبريل 2008          |
|             | الاتحاد الدولي للاتصالات                  | 23 فبراير 1993         | 3 يونيو 1878           |
|             | منظمة الشرطة الجنائية الدولية             | ?                      | ?                      |
|             | مؤسسة التمويل الدولية                     | 30 سبتمبر 1993         | 31 أغسطس 1961          |
|             | مجموعة الموردين النوويين                  | ?                      | ?                      |
|             | الأمم المتحدة                             | 2 مارس 1992            | 24 أكتوبر 1945         |
|             | مؤسسة التنمية الدولية                     | 23 يوليو 1992          | 1 أكتوبر 1974          |
|             | الفريق المعني برصد الأرض                  | ?                      | ?                      |
|             | منظمة حظر الأسلحة الكيميائية              | ?                      | ?                      |
|             | المركز الدولي لتسوية المنازعات الاستشارية | 21 أكتوبر 2000         | 2 مايو 1980            |

## وصلات خارجية
- موقع وزارة الخارجية الكازاخستانية
- موقع وزارة الخارجية النيوزيلندية